# Bill Toscano
Pour les articles homonymes, voir Toscano.
Toscano  Fernánandez est un nom espagnol. Le premier nom de famille, en général paternel, est Toscano ; le second, en général maternel, souvent omis, est Fernánandez.
Bill Toscano, né le 7 avril 2001 à Paucarbamba, est un coureur cycliste péruvien.

## Biographie
Dans les catégories de jeunes, Bill Toscano devient champion du Pérou de cyclisme à plusieurs reprises. Il représente régulièrement son pays lors de compétitions internationales, comme les championnats panaméricains sur route. En 2020, il se classe cinquième d'une étape du Tour de l'Équateur. Il finit également treizième de la course en ligne des Jeux bolivariens en 2022. 
En février 2023, il termine troisième d'une étape du Tour de Mendoza, dans le calendrier national argentin. L'année suivante, il est sacré double champion du Pérou chez les élites, dans la course en ligne et le contre-la-montre,. Il conserve ensuite son titre de champion national sur route en 2025. 

## Palmarès
- 2018
  -  Champion du Pérou du contre-la-montre juniors
  - 3e du championnat du Pérou sur route juniors
- 2019
  -  Champion du Pérou du contre-la-montre juniors
  - 2e du championnat du Pérou sur route juniors
- 2021
  -  Champion du Pérou sur route espoirs
  - 2e du championnat du Pérou du contre-la-montre espoirs
- 2022
  -  Champion du Pérou du contre-la-montre espoirs
  - 2e du championnat du Pérou sur route espoirs
- 2023
  -  Champion du Pérou du contre-la-montre espoirs
  - 2e du championnat du Pérou sur route espoirs
- 2024
  -  Champion du Pérou sur route
  -  Champion du Pérou du contre-la-montre
- 2025
  -  Champion du Pérou sur route
  - 3e du championnat du Pérou du contre-la-montre